# Estonia puiestee
Le boulevard de l'Estonia (estonien : Estonia puiestee) est une rue de Tallinn en Estonie,.

## Présentation
Le boulevard de l’Estonia commence à l'intersection de la rue Laikmaa tänav a côté du Viru keskus, traverse la place du Théâtre, la rue Sakala tänav, la rue Georg Otsa tänav et la rue Kentmanni tänav pour se terminer sur la Place de la Liberté.
La longueur du boulevard est de 699 mètres.
Le boulevard est l'une des limites du parc Tammsaare.

## Histoire
Certaines parties du boulevard de l’Estonia portaient auparavant les noms suivants : Peetri promenaad (Promenade de Pierre), Vene turu promenaad (Promenade du marché russe), Promenaad (Promenade), Karjavärava puiestee (Boulevard Karjavara), Vabaduse puiestee (Boulevard de la Liberté), Viruvärava puiestee (Boulevard de la porte de Viru), Gogoli puiestee (Boulevard Gogol).

## Lieux et monuments de la rue
- Estonia puiestee 1-3 - Ancien siège d'Eesti Energia
- Estonia puiestee 2 - Parc Tammsaare
- Estonia puiestee 4 - Opéra national d'Estonie.
- Place Viru.
- Estonia puiestee 6 - École secondaire des scienes de Tallinn (et).
- Estonia puiestee 7 - Monument culturel[4]
- Estonia puiestee 8 - Bibliothèque centrale de Tallinn[5]
- Estonia puiestee 9 - Centre commercial Solaris.
- Estonia puiestee 10 - Collège anglais de Tallinn (et).
- Estonia puiestee 11-13 - Banque d'Estonie et Musée de la banque d'Estonie (et)
- Estonia puiestee 15 - Maison de Joakim Puhk

## Galerie
| #   | Image | Nom                                                |
| --- | ----- | -------------------------------------------------- |
| 1-3 |       | Siège d'Eesti Energia                              |
| 2   |       | Parc Tammsaare                                     |
| 4   |       | Opéra national d'Estonie                           |
| 6   |       | École secondaire de Tallinn                        |
| 7   |       | Académie des sciences                              |
| 8   |       | Bâtiment de rassemblement social russe             |
| 9   |       | Solarise keskus                                    |
| 10  |       | Lycée commercial pour filles                       |
| 11  |       | Ancien bâtiment de la banque coopérative de crédit |
| 15  |       |                                                    |